# Myles Smith
Myles Smith (Luton, 3 juni 1998) is een Brits singer-songwriter. Hij is vooral bekend van zijn single Stargazing, waar hij mee doorbrak. Zijn stijl is een combinatie van folk, Americana en pop.

## Biografie
Myles Smith werd geboren in het Britse Luton en komt uit een Brits-Jamaicaanse familie. Op 9-jarige leeftijd begon hij met gitaarspelen. Hij luisterde veel naar poppunk, singer-songwriters en hiphop. Van die poppunk raakte Smith geïnspireerd door Green Day, terwijl Ben Howard hem inspireerde als singer-songwriter. Later kocht Smith zijn eigen gitaar en begon hij te spelen op feestjes. Hij deed covers van onder andere Coldplay, Mumford & Sons en Ed Sheeran. Ook liet Smith zich beïnvloeden door de lokale muziek uit Luton en de muziek die daar in de pubs werd gespeeld, wat hem hielp bij het ontwikkelen van zijn eigen stijl.
In augustus 2020 begon Smith op TikTok covers te plaatsen van bekende liedjes. Met een akoestische cover van Sweater Weather van The Neighborhood wist hij in 2022 een groter publiek aan zich te binden. Eind 2023 bracht hij de singles My Home en Solo uit. Deze verschenen op zijn eerste ep You Promised a Lifetime, die in maart 2024 uitkwam. De liedjes gaan over het dagelijks leven van de zanger en de mensen om hem heen.
Met het nummer Stargazing brak Smith in de zomer van 2024 internationaal door. De plaat bereikte de 4e positie in zijn thuisland het Verenigd Koninkrijk. Ook Nederland maakte door dit nummer kennis met Myles Smith; in de Nederlandse Top 40 kwam het tot de 4e positie, terwijl het in de Vlaamse Ultratop 50 meteen Smiths eerste nummer 1-hit werd. In augustus dat jaar bracht hij opvolger Wait for You uit, wat hem wederom een hit opleverde in het Nederlandse taalgebied. De twee liedjes zijn terug te vinden op Smiths tweede ep A Minute...', die in november 2024 werd uitgebracht. Gelijktijdig met de ep verscheen ook de single Nice to Meet You. Alle drie de singles werden 538 Favourite op Radio 538, terwijl "Stargazing" ook 3FM Megahit werd.
Met Shaboozey scoorde Smith in 2025 opnieuw een hit in het Nederlandse taalgebied met Blink Twice. Later dat jaar bracht Smith de single Gold uit. Dit nummer werd in een aantal landen een bescheiden hit, maar reikte in Nederland niet verder dan de Tipparade.

## Hitnoteringen

### Singles
| Single met eventuele hitnotering(en) in de Nederlandse Top 40 | Datum van verschijnen | Datum van binnenkomst | Hoogste positie | Aantal weken | Opmerkingen                 |
| ------------------------------------------------------------- | --------------------- | --------------------- | --------------- | ------------ | --------------------------- |
| Stargazing                                                    | 2024                  | 08-06-2024            | 3               | 24           |                             |
| Wait for You                                                  | 2024                  | 14-09-2024            | 7               | 23           |                             |
| Nice to Meet You                                              | 2024                  | 23-11-2024            | 7               | 29           |                             |
| Blink Twice                                                   | 2025                  | 03-05-2025            | 20              | 15           | met Shaboozey / Alarmschijf |
| Gold                                                          | 2025                  |                       | tip23           |              |                             |

| Single met hitnotering(en) in de Vlaamse Ultratop 50 | Datum van verschijnen | Datum van binnenkomst | Hoogste positie | Aantal weken | Opmerkingen   |
| ---------------------------------------------------- | --------------------- | --------------------- | --------------- | ------------ | ------------- |
| Stargazing                                           | 2024                  | 25-05-2024            | 1               | 28           |               |
| Wait for You                                         | 2024                  | 26-10-2024            | 31              | 6            |               |
| Nice to Meet You                                     | 2024                  | 09-11-2024            | 6               | 25           |               |
| Blink Twice                                          | 2024                  | 09-11-2024            | 12              | 10           | Met Shaboozey |